# Brian Ackland-Snow
Brian Ackland-Snow (Londres, 31 de março de 1940 — 30 de março de 2013) foi um diretor de arte britânico. Venceu o Oscar de melhor direção de arte na edição de 1987 por A Room with a View, ao lado de Gianni Quaranta, Brian Savegar e Elio Altramura.